# Nghệ thuật México

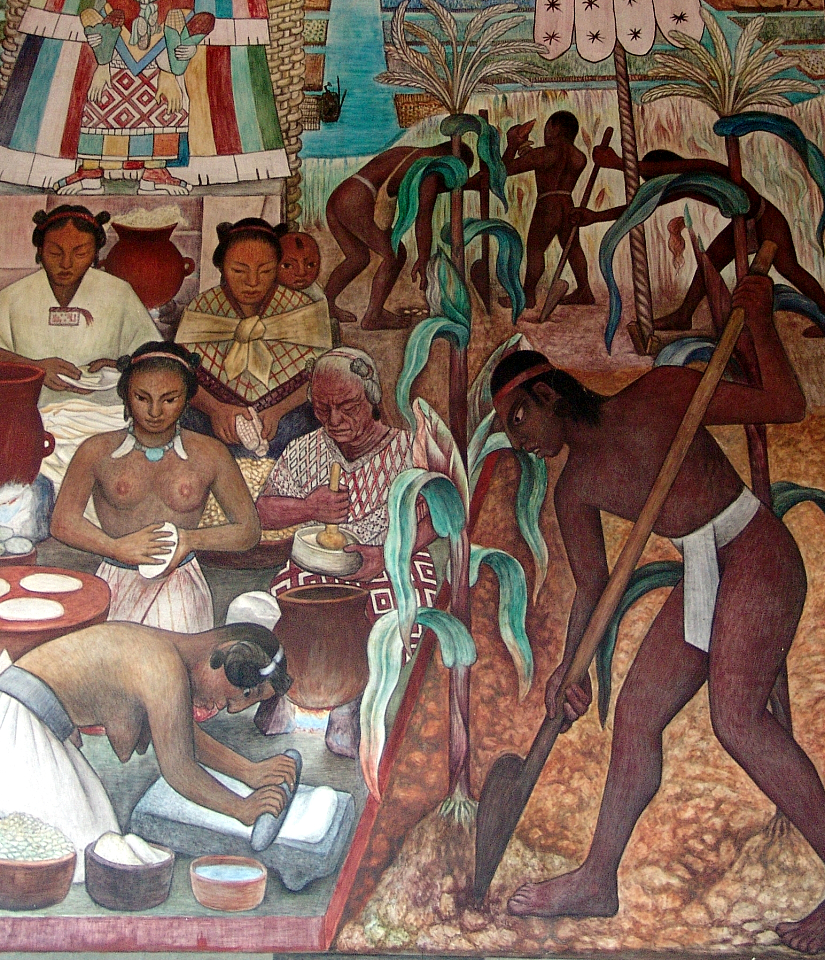
Một bức họa trên tường bởi Diego Rivera tại National Palace.

Nghệ thuật México gồm nhiều dạng nghệ thuật thị giác khác nhau phát triển ở khu vực địa lý ngày nay là México. Quá trình phát triển của những loại hình nghệ thuật này thường song song với lịch sử México, được chia ra thành nhiều giai đoạn khác nhau: giai đoạn Mesoamerican tiền Tây Ban Nha, giai đoạn thuộc địa và giai đoại chiến tranh giành độc lập Mexico. Nghệ thuật Mexico phần lớn thời gian mang những đặc điểm intracit.

## Nghệ thuật tiền Colombia

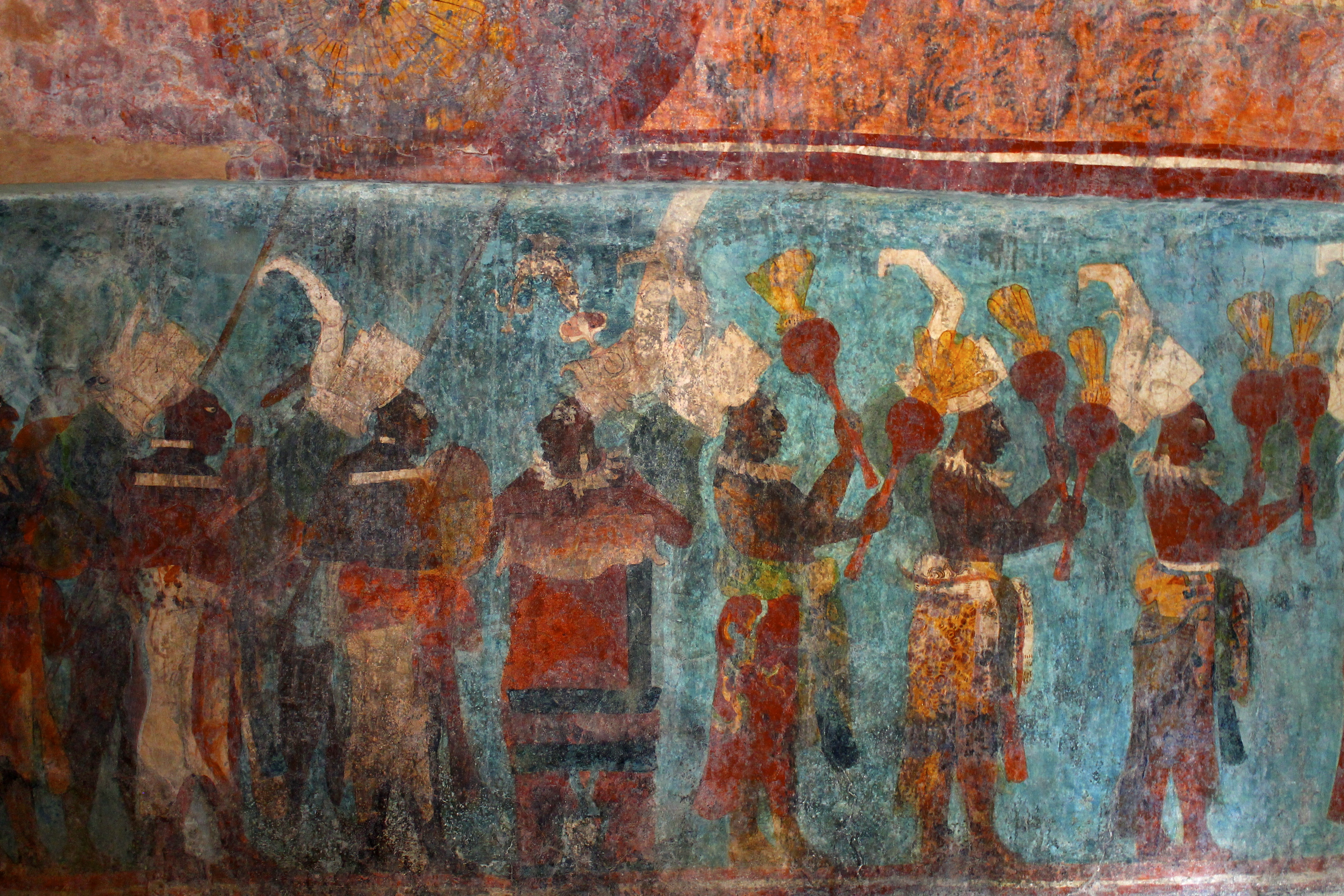
Một bức họa trên tường thời Maya tại Bonampak, thế kỷ thứ 8 sau Công nguyên.

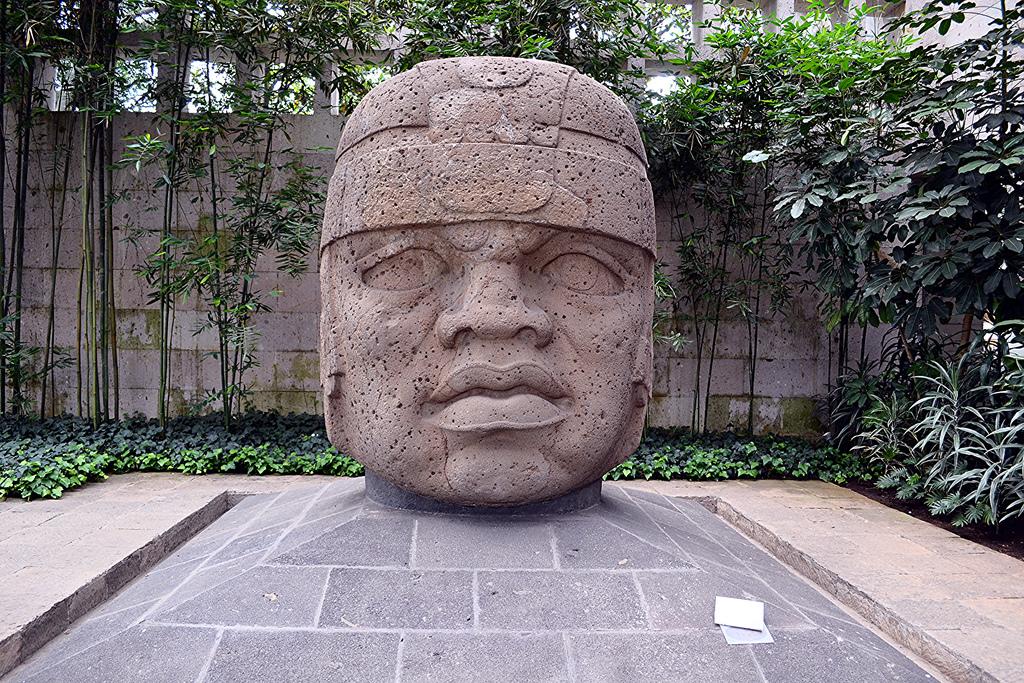
Đầu Olmec No.1, 1200–900 năm trước Công nguyên
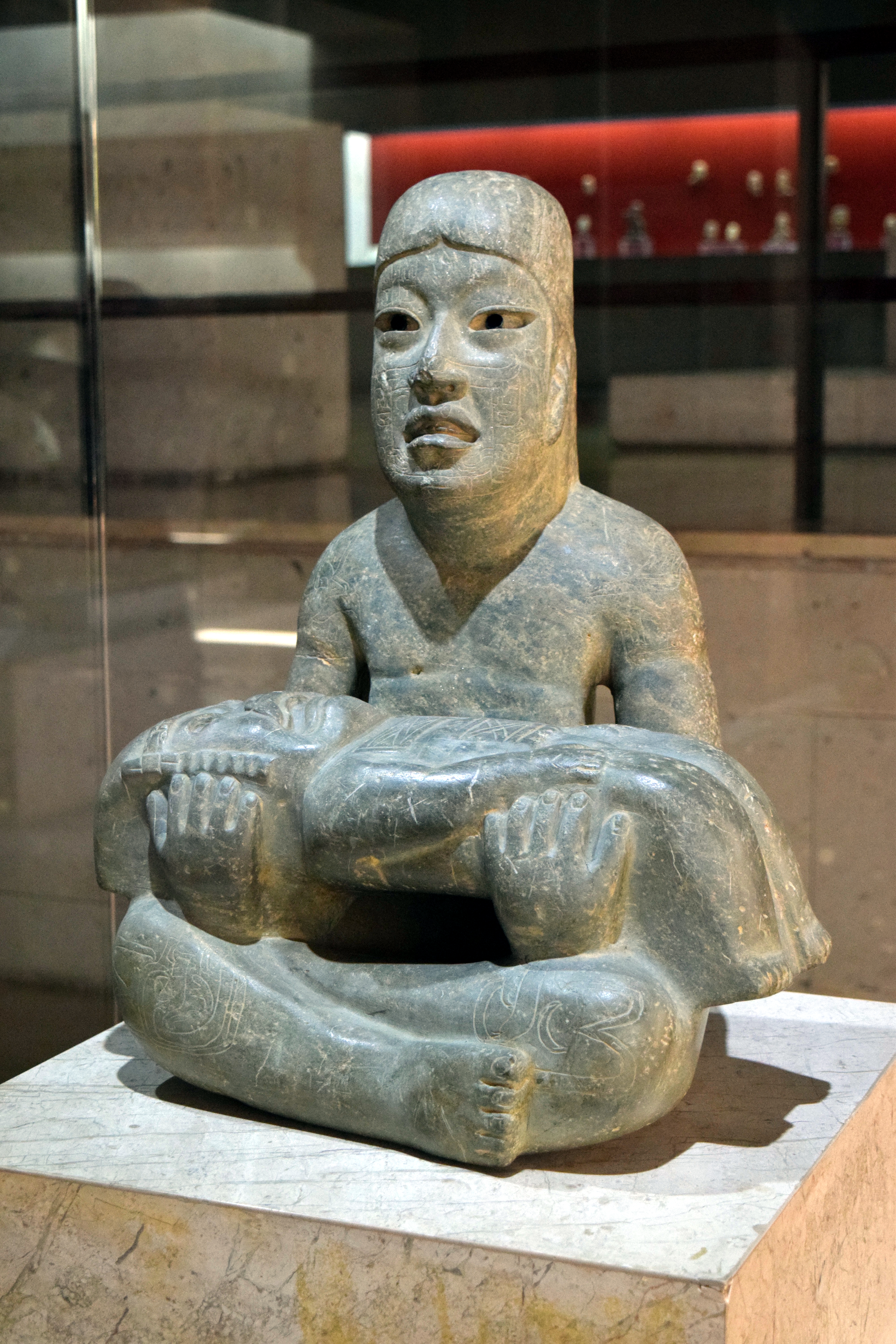
Las Limas Monument 1, 1000 đến 600 năm trước Công nguyên
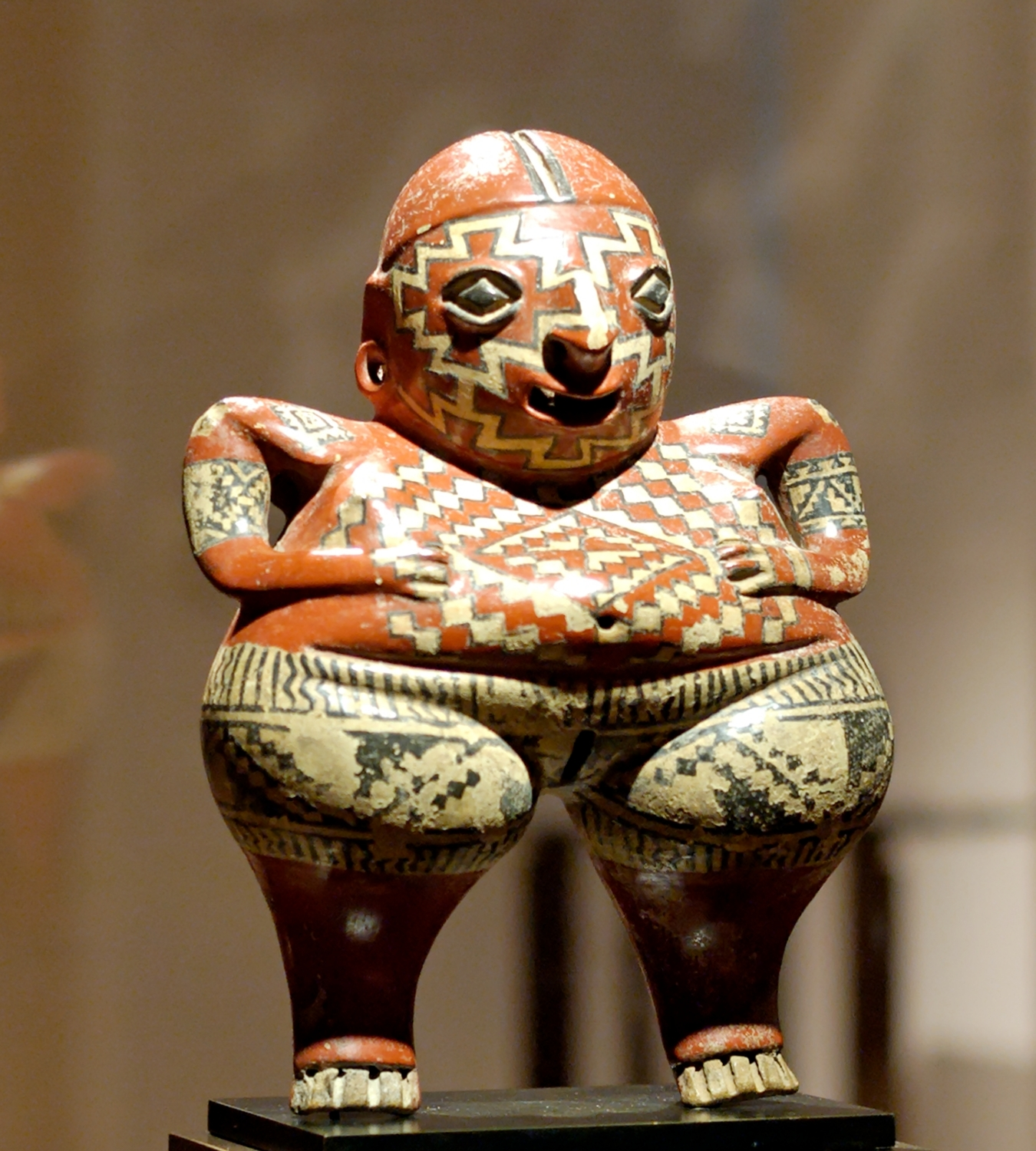
tượng nhỏ Chupicuaro tại Louvre, 600 đến 200 năm trước Công nguyên
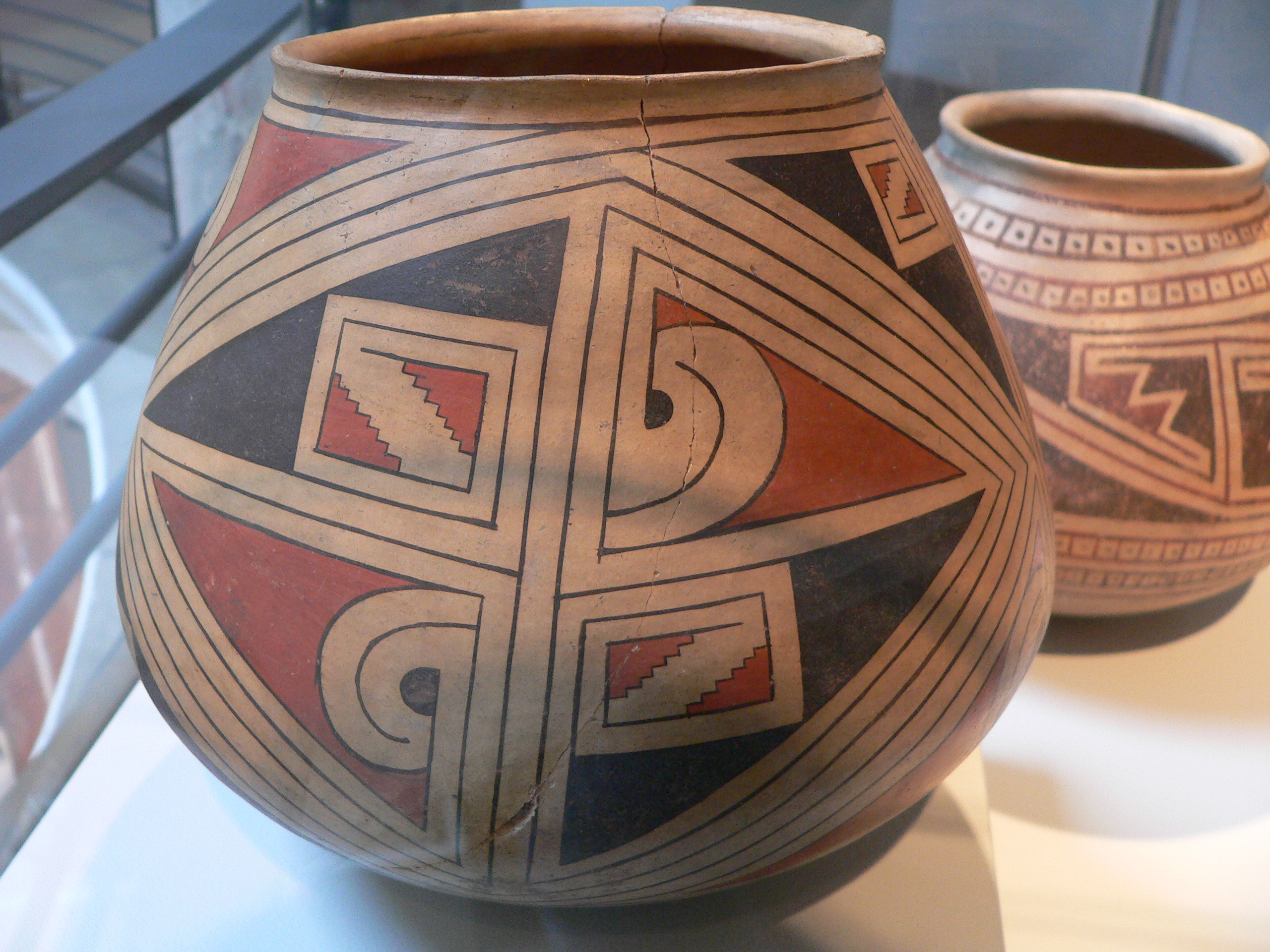
Bình từ Casas Grandes, thế kỷ thứ 12 đến 15
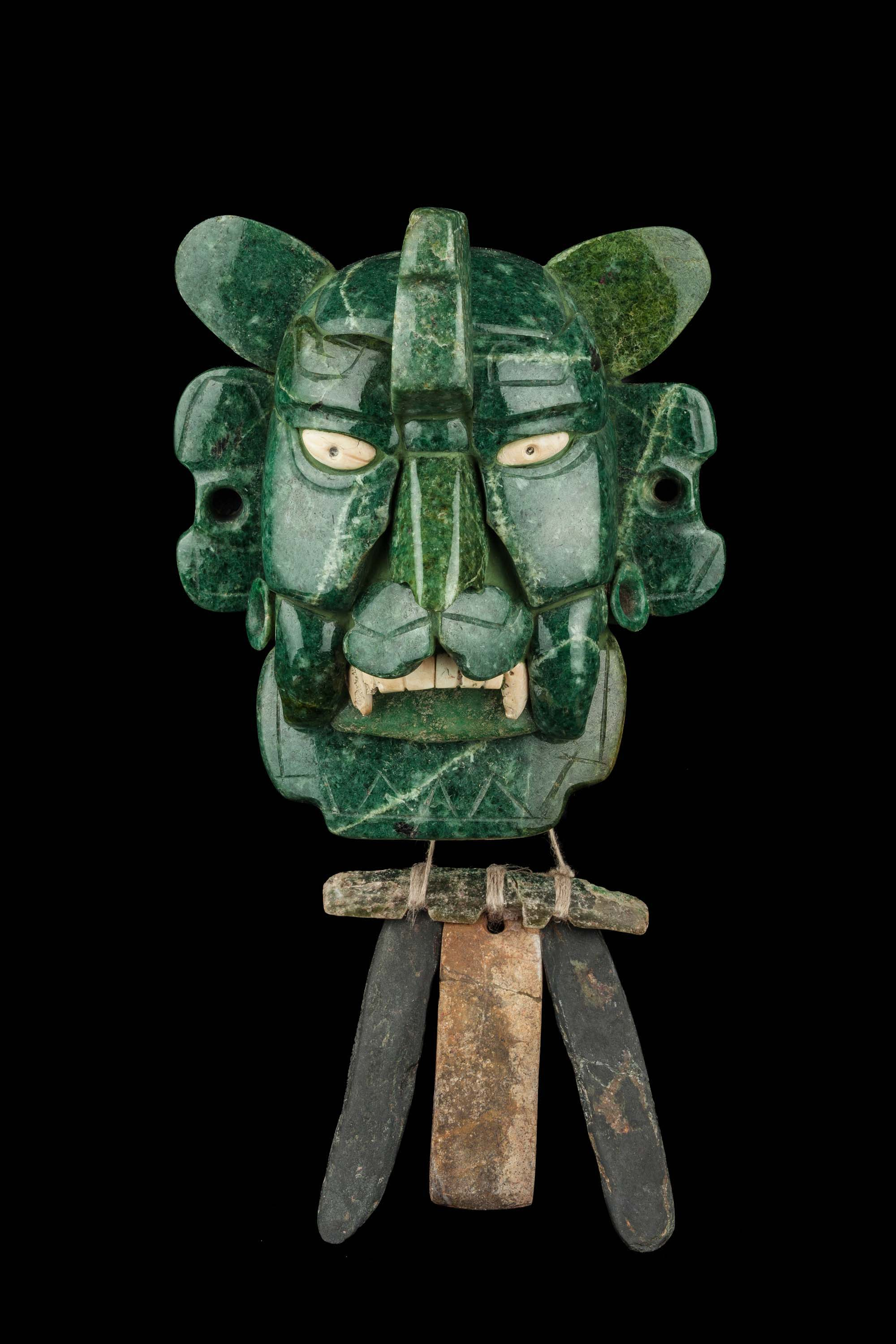
Mặt nạ ngọc đổi màu zapotec.
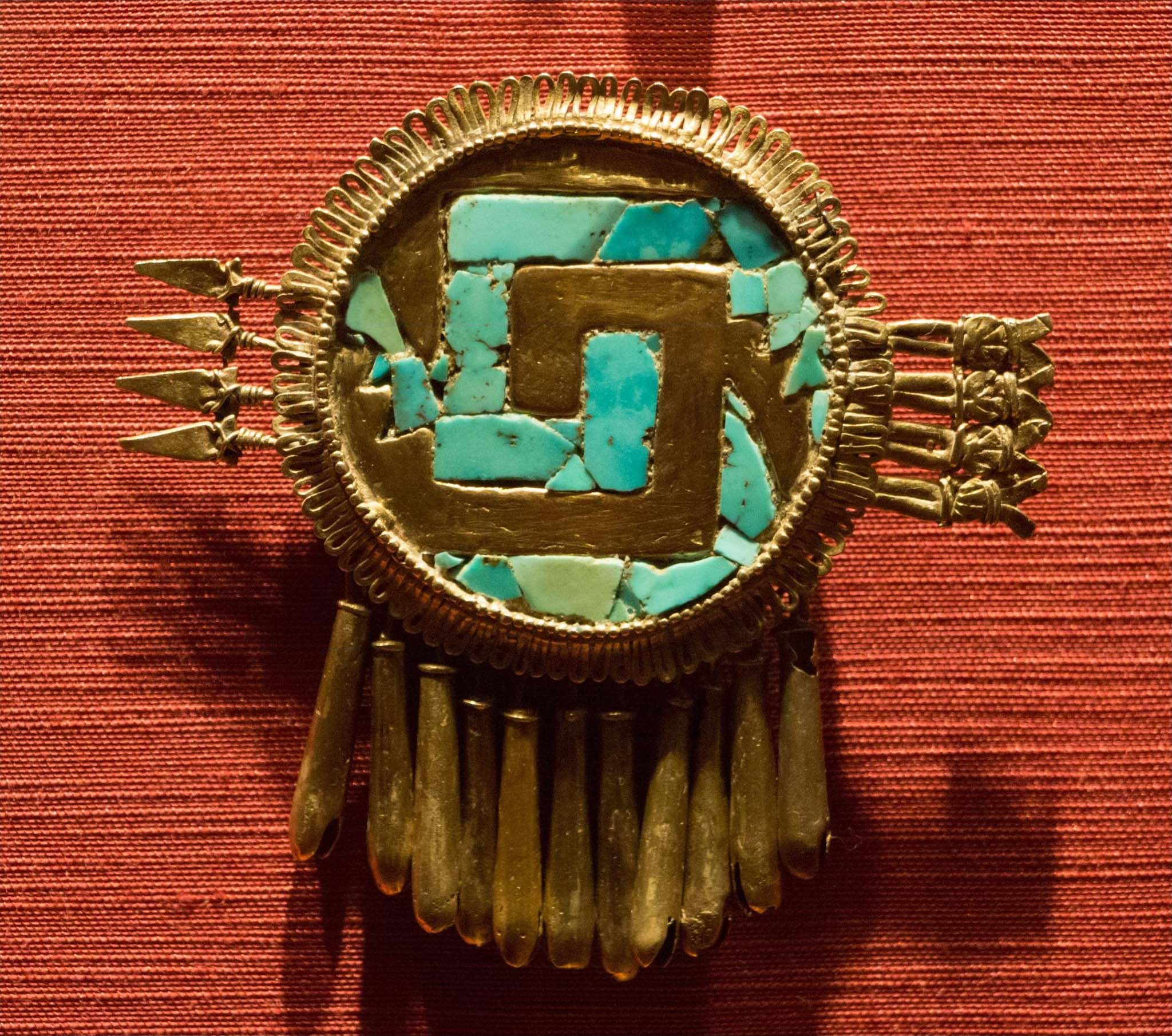
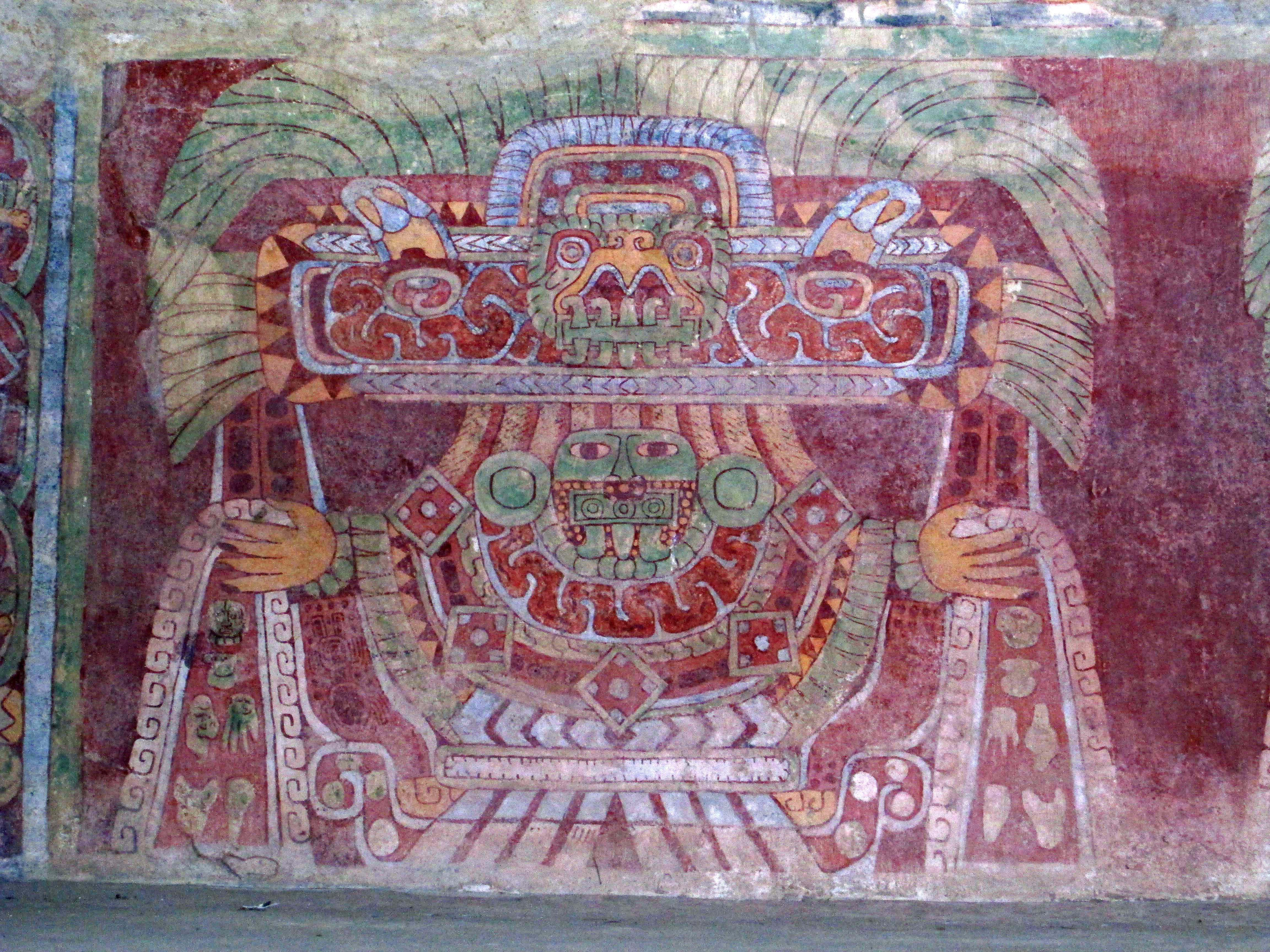
Các chi tiết của một bức họa trên tường tại Tetitla, Teotihuacán, 100 năm trước Công nguyên đến năm 700
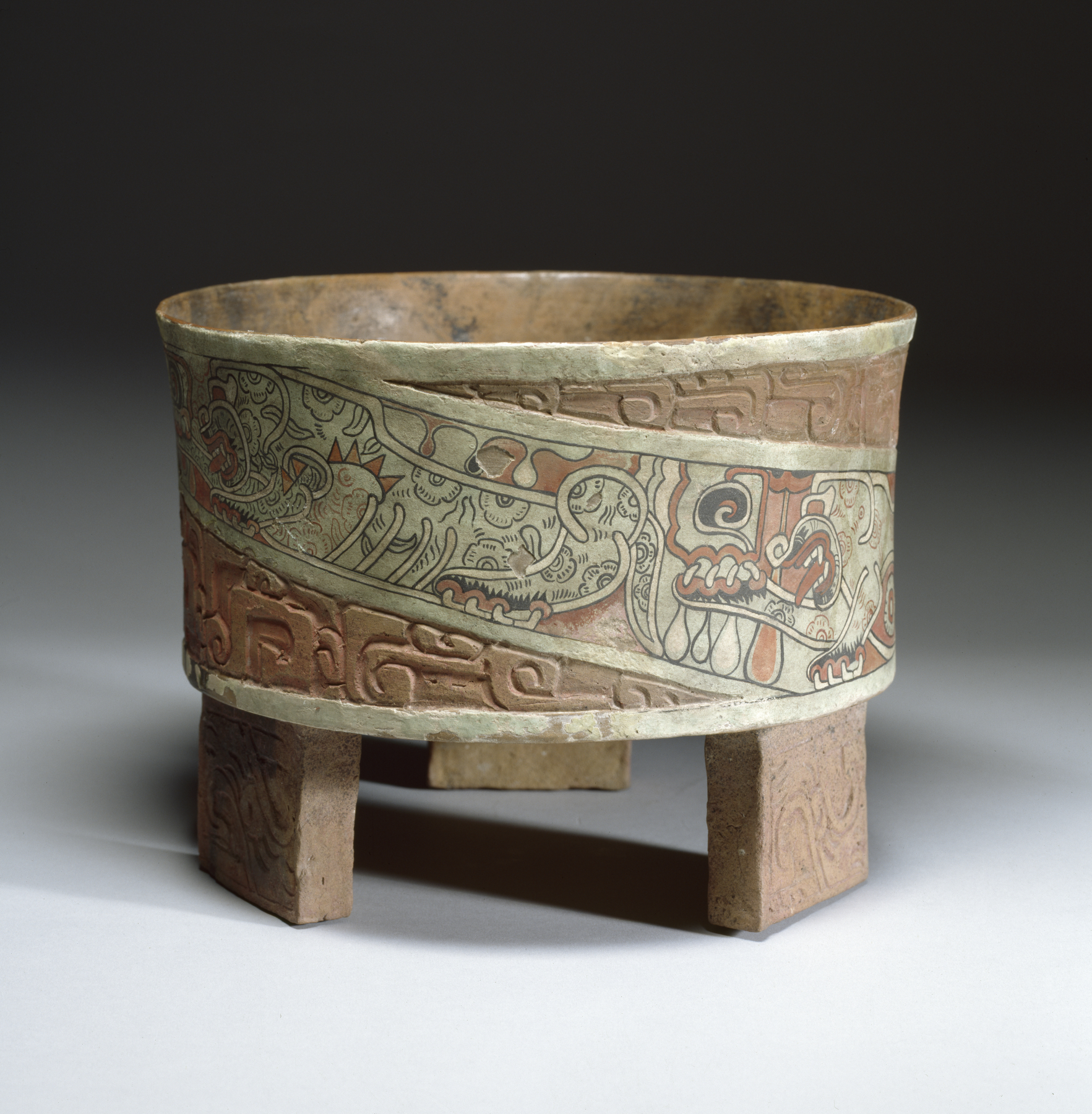
Chậu ba chân từ Teotihuacán, năm 250 đến 600
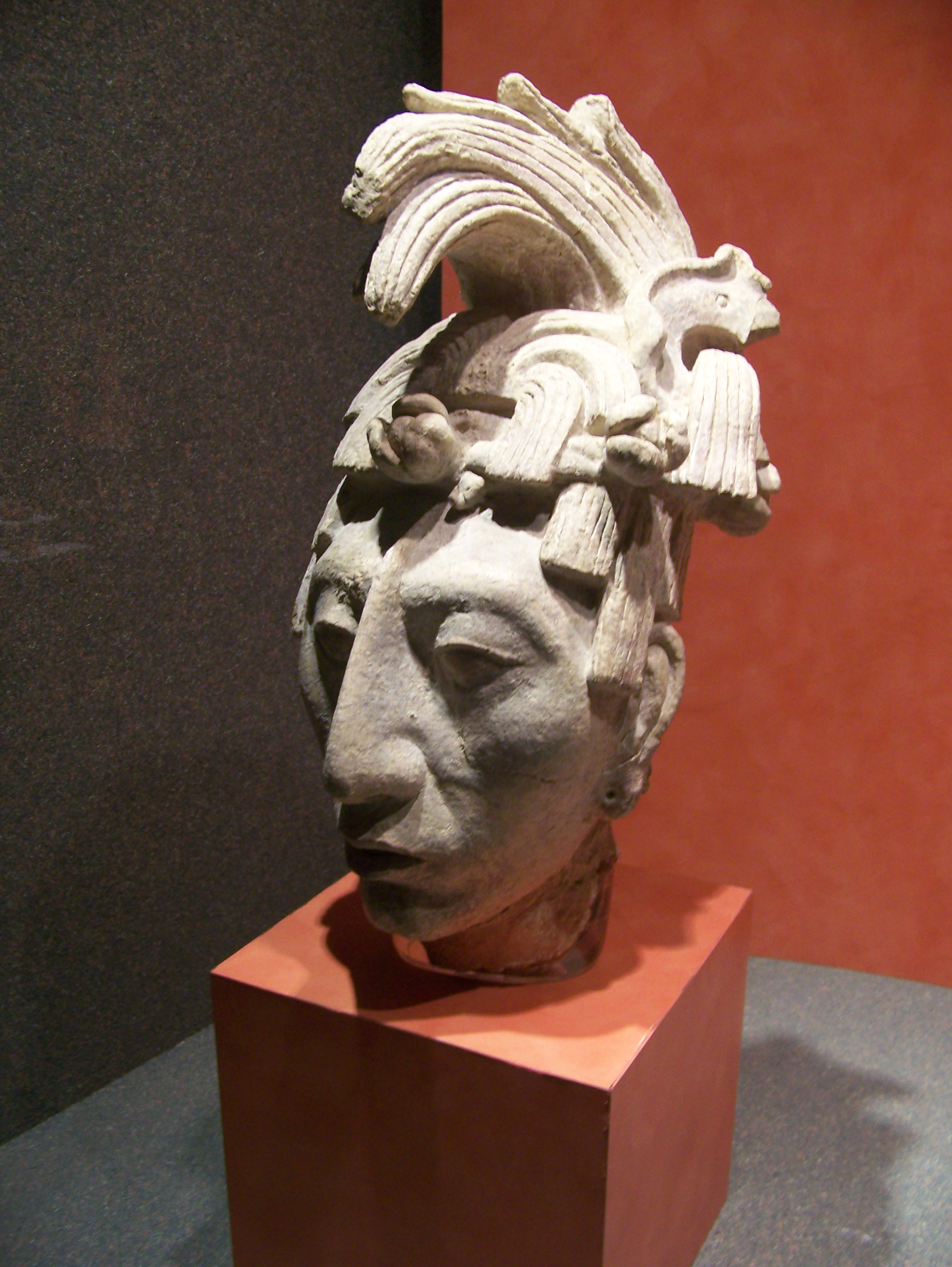
Đầu vữa của K'inich Janaab Pakal I (603-683 sau Công nguyên), thủ lĩnh Palenque.
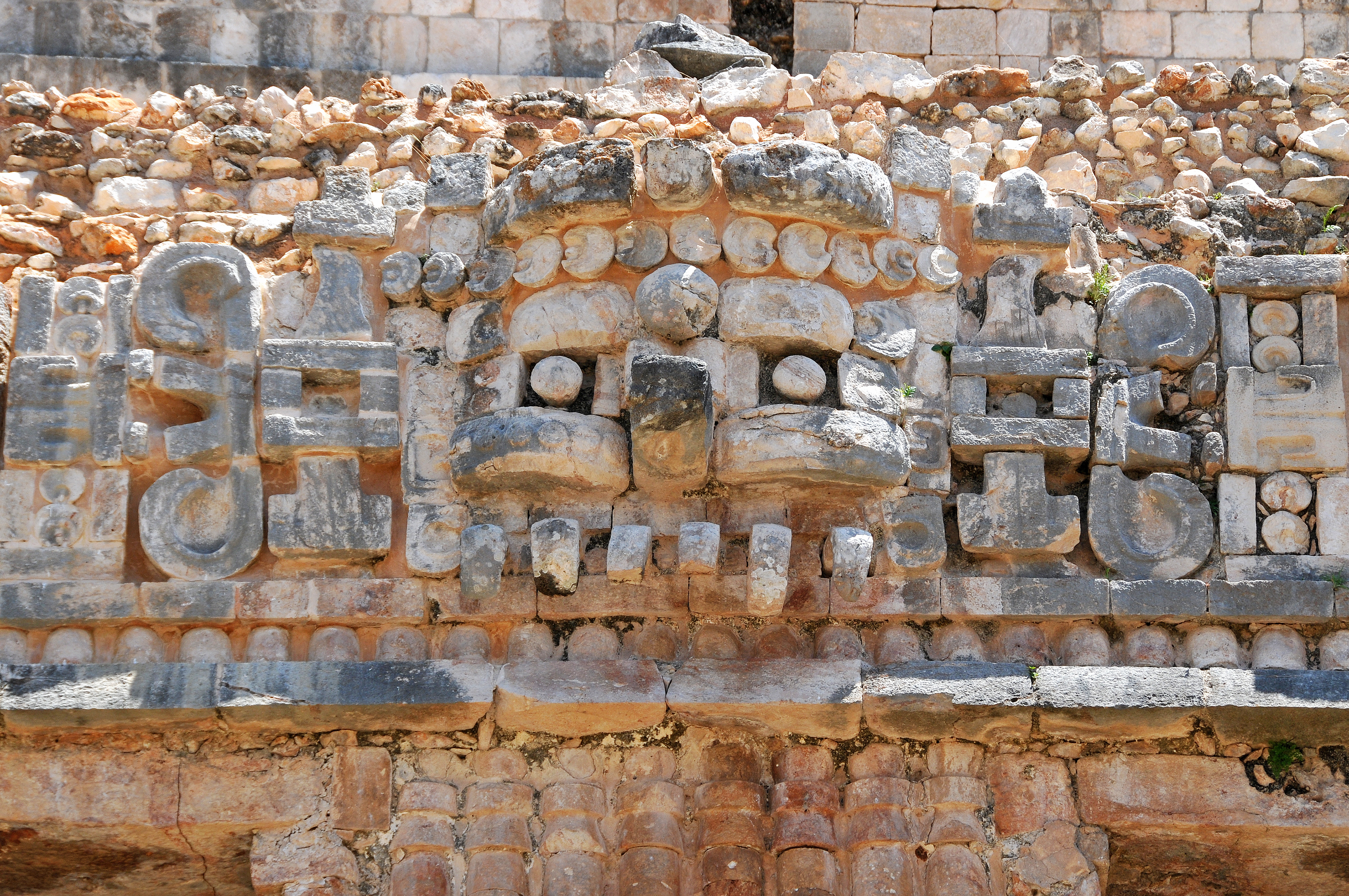
Điêu khắc tại Chaac, một phần mặt tiền của một công trình tại Labna, năm 600 đến 900
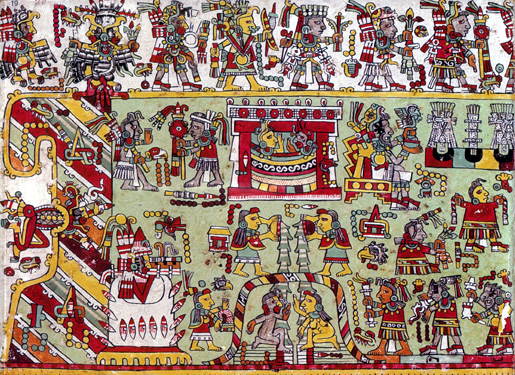
Các chi tiết từ Codex Zouche-Nuttall, thế kỷ thứ 14 đến 15
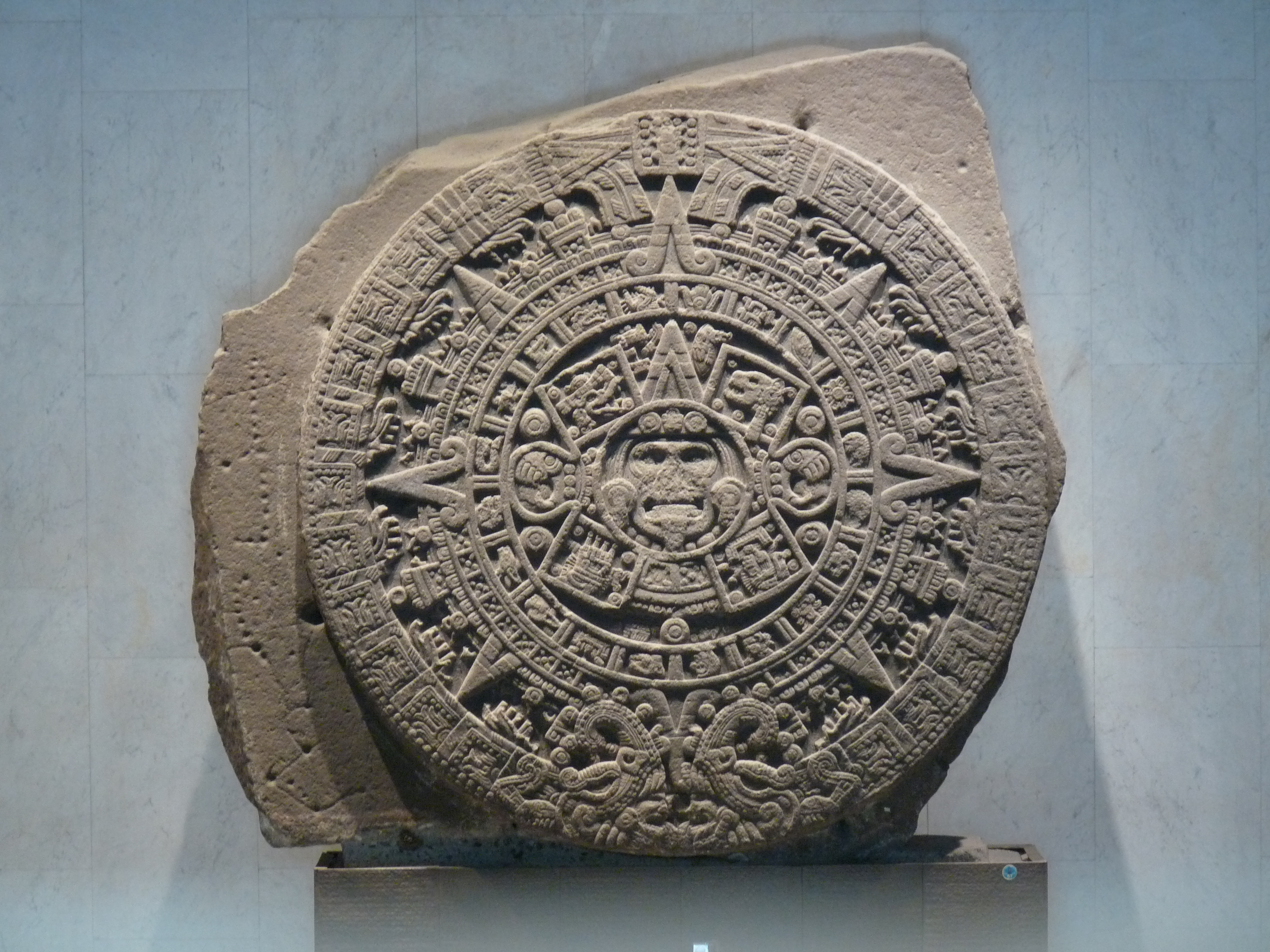
Đá mặt trời của người Aztec, đầu thế kỷ thứ 16, trưng bày tại Bảo tàng Nhân khẩu học Quốc gia, Mexico City

### Tổng quát - nghệ thuật Mỹ Latinh
- Ades, Dawn. Art in Latin America: The Modern Era, 1820–1980. New Haven: Yale University Press 1989.
- Baddeley, Oriana & Fraser, Valerie (1989). Drawing the Line: Art and Cultural Identity in Contemporary Latin America. London: Verso. ISBN 0-86091-239-6.{{Chú thích sách}}:  Quản lý CS1: nhiều tên: danh sách tác giả (liên kết)
- Alcalá, Luisa Elena and Jonathan Brown. Painting in Latin America: 1550–1820. New Haven: Yale University Press 2014.
- Anreus, Alejandro, Diana L. Linden, and Jonathan Weinberg, eds. The Social and the Real: Political Art of the 1930s in the Western Hemisphere. University Park: Penn State University Press 2006.
- Bailey, Gauvin Alexander. Art of Colonial Latin America. New York: Phaidon Press 2005.
- Barnitz, Jacqueline. Twentieth-Century Art of Latin America. Austin: University of Texas Press 2001.
- Craven, David. Art and Revolution in Latin America, 1910–1990. New Haven: Yale University Press 2002.
- Dean, Carolyn and Dana Leibsohn, "Hybridity and Its Discontents: Considering Visual Culture in Colonial Spanish America," Colonial Latin American Review, vol. 12, No. 1, 2003.
- delConde, Teresa (1996). Latin American Art in the Twentieth Century. London: Phaidon Press Limited. ISBN 0-7148-3980-9.
- Donahue-Wallace, Kelly. Art and Architecture of Viceregal Latin America, 1521–1821. Albuquerque: University of New Mexico Press 2008.
- Fernández, Justino (1965). Mexican Art. Mexico D.F.: Spring Books.
- Frank, Patrick, ed. Readings in Latin American Modern Art. New Haven: Yale University Press 2004.
- Goldman, Shifra M. Dimensions of the Americas: Art and Social Change in Latin America and the United States. Chicago: University of Chicago Press 1994.
- Latin American Artists of the Twentieth Century. New York: MoMA 1992.
- Latin American Spirit: Art and Artists in the United States. New York: Bronx Museum 1989.
- Ramírez, Mari Carmen and Héctor Olea, eds. Inverted Utopias: Avant Garde Art in Latin America. New Haven: Yale University Press 2004.
- Reyes-Valerio, Constantino. Arte Indocristiano, Escultura y pintura del siglo XVI en México. Mexico City: INAH Consejo Nacional para la Cultura y las Artes 2000.
- Sullivan, Edward. Latin American Art. London: Phaidon Press, 2000.
- Turner, Jane, ed. Encyclopedia of Latin American and Caribbean Art. New York: Grove's Dictionaries 2000.

### Tổng quát – Nghệ thuật Mexico
- Artes de México (1953-present). Individual issues on particular topics.
- Museum of Modern Art, Twenty Centuries of Mexican Art. New York: Museum of Modern Art 1940.
- Oles, James. Art and Architecture in Mexico. London: Thames & Hudson 2013.
- Paz, Octavio (1987). Essays on Mexican Art. Helen Lane (translator). New York: Harcourt Brace and Company. ISBN 0-15-129063-6.
- Rosas, José Luis, biên tập (1982). Historia del Arte Mexicano [History of Mexican Art] (bằng tiếng Tây Ban Nha). Quyển 1. Mexico City: SALVAT Mexicana de Ediciones SA de CV. ISBN 968-32-0199-7.
- Rosas, José Luis, biên tập (1982). Historia del Arte Mexicano [History of Mexican Art] (bằng tiếng Tây Ban Nha). Quyển 2. Mexico City: SALVAT Mexicana de Ediciones SA de CV. ISBN 968-32-0220-9.
- Rosas, José Luis, biên tập (1982). Historia del Arte Mexicano [History of Mexican Art] (bằng tiếng Tây Ban Nha). Quyển 3. Mexico City: SALVAT Mexicana de Ediciones SA de CV. ISBN 968-32-0221-7.
- Rosas, José Luis, biên tập (1982). Historia del Arte Mexicano [History of Mexican Art] (bằng tiếng Tây Ban Nha). Quyển 4. Mexico City: SALVAT Mexicana de Ediciones SA de CV. ISBN 968-32-0222-5.
- Rosas, José Luis, biên tập (1982). Historia del Arte Mexicano [History of Mexican Art] (bằng tiếng Tây Ban Nha). Quyển 5. Mexico City: SALVAT Mexicana de Ediciones SA de CV. ISBN 968-32-0237-3.
- Vargas Lugo, Elisa. Estudio de pintura colonial hispanoamericana. Mexico City: UNAM 1992.
- Zavala, Adriana. Becoming Modern, Becoming Tradition: Women, Gender and Representation in Mexican Art. State College: Penn State University Press 2010.

### Nghệ thuật tiền hispanic
- Boone, Elizabeth Hill (2000). Stories in Red and Black: Pictorial Histories of the Aztecs and Mixtecs. Austin, Texas: University of Texas Press. tr. 28. ISBN 978-0-292-70876-1.
- Klein, Cecilia. "Visual Arts: Mesoamerica". Encyclopedia of Mexico. Chicago: Fitzroy Dearborn 1997, pp. 1539–1552.
- Miller, Mary Ellen. The Art of Mesoamerica: From Olmecs to Aztecs. London: Thames & Hudson 2012.
- Pasztory, Esther. Pre-Columbian Art. Cambridge: Cambridge University Press, 2006.
- Townsend, Richard F. State and Cosmos in the Art of Tenochtitlan. Studies in Pre-Columbian Art and Archeology 20. Washington D.C., Dumbarton Oaks 1979.

### Nghệ thuật giai đoạn thuộc địa
- Armella de Aspe, Virginia and Mercedes Meade de Angula. A Pictorial Heritage of New Spain: Treasures of the Pinacoteca Virreinal. Mexico City: Fomento Cultural Banamex 1993.
- Burke, Marcus. Pintura y escultura en Nueva España: El barroco. Mexico City: Azabache 1992.
- Burke, Marcus. Treasures of Mexican Colonial Painting. Santa Fe: Museum of New Mexico 1998.
- Castello Yturbide, Teresa and Marita Martínez del Río de Redo. Biombos mexicanos. Mexico City: Instituto Nacional de Historia e Antropología (INAH), 1970.
- Gruzinski, Serge. "Colonial Indian Maps in sixteenth-century Mexico". In Res' 13 (Spring 1987)
- Hernández-Durán, Raymond. "Visual Arts: Seventeenth Century". Encyclopedia of Mexico, Chicago: Fitzroy Dearborn 1997, 1558–1568.
- Katzew, Ilona. Casta Paintings: Images of Race in Eighteenth-Century Mexico. New Haven: Yale University Press, 2004.
- Kubler, George. Mexican Architecture of the Sixteenth Century. 2 vols. New Haven: Yale University Press 1948.
- Mundy, Barbara E. The Mapping of New Spain: Indigenous Cartography and the Maps of the Relaciones Geográficas. Chicago: University of Chicago Press 1996.
- Peterson, Jeanette, The Paradise Garden Murals of Malinalco: Utopia and Empire in Sixteenth-Century Mexico. Austin: University of Texas Press 1993.
- Pierce, Donna, ed. Exploring New World Imagery. Denver: Denver Museum of Art 2005.
- Reyes-Valerio, Constantino (2000). Arte Indocristiano, Escultura y pintura del siglo XVI en México (bằng tiếng Tây Ban Nha). Mexico D.F.: Instituto Nacional de Antropología e Historia Consejo Nacional para la Cultura y las Artes. ISBN 970-18-2499-7.
- Robertson, Donald. Mexican Manuscript Painting of the Early Colonial Period. New Haven: Yale University Press 1959.
- Schreffler, Michael. "Visual Arts: Sixteenth Century." Encyclopedia of Mexico. Chicago: Fitzroy Dearborn 1997, pp. 1553–1558.
- Sebastián, Santiago. Iconografía e iconología del arte novohispano. Mexico City: Azabache 1992.
- Toussaint, Manuel. Colonial Art in Mexico, edited and translated by Elizabeth Wilder Weismann. Austin: University of Texas Press 1967.
- Tovar de Teresa, Guillermo. Pintura y escultura en Nueva España, 1557–1640. Mexico City: Fundación Mexicana para la Educación Ambienttal and Radioprogramma de México 1992.
- Widdifield, Stacie G. "Visual Arts: Eighteenth- and Nineteenth-Century Academic Art." Encyclopedia of Mexico. Chicago: Fitzroy Dearborn 1997, pp. 1568–1576.

### Nghệ thuật thế kỷ thứ 19
- Fernández, Justino. El arte del siglo XIX. Mexico City: UNAM-IIE 1967.
- García Barragán, Elisa. El pintor Juan Cordero: Los días y las obras. Mexico City: UNAM 1984.
- Pintores mexicanos del siglo XIX. Mexico City: Museo de san Carlos. Instituto Nacional de Bellas Artes (INBA) 1985.
- Ramírez, Fausto. "Vertientes nacionalistas en el modernismo." In El nacionalismo y el arte mexicano. Mexico City: UNAM 1986.
- Rodríguez Prampolini, Ida. La crítica de arte en el siglo XIX. 3 vols. Mexico City: UNAM 1964.
- Rodríguez Prampolini, Ida. "La figura del indio en la pintura del siglo XIX, fondo ideológico," Arte, Sociedad e Ideología. 3 (Oct-Nov. 1977).
- Romero de Terreros, Manuel. Catálogos de las Exposiciones de la Antigua Academia de San Carlos, 1850–1898. Mexico City: UNAM-IIE 1963.
- Segre, Erica. Intersected Identities: Strategies of Visualization in Nineteenth-and Twentieth-Century Mexican Culture. New York and Oxford: Berhahn Books 2007.
- Uribe, Eloisa. Problemas de la producción escultórica en la ciudad de México, 1843–1847. Mexico City: Universidad Iberoamericana 1984.
- Uribe, Eloisa, ed. Y todo....por una nación, historia social de la producción plástica de la ciudad Mexicana, 1761–1910. Mexico City: INAH-SEP 1987.
- Widdiefield, Stacie G. The Embodiment of the National in Late Nineteenth-Century Mexican Painting. Tucson: University of Arizona Press 1996.
- Widdifield, Stacie G. "Visual Arts: Eighteenth- and Nineteenth-Century Academic Art." Encyclopedia of Mexico. Chicago: Fitzroy Dearborn 1997, pp. 1568–1576.

### Nghệ thuật hiện đại
- Alonso, Ana María. "Conforming Discomformity: 'Mestizaje, Hybridity, ahd the Aesthetics of Mexican Nationalism." Cultural Anthropology vol. 19, no. 4 (2004) 459-90.
- Billeter, Erika, ed. Images of Mexico: The Contribution of Mexico to 20th-Century Art. Frankfurt: Shirn Kunsthall Frankfurt 1997.
- Coffey, Mary. How a Revolutionary Art Became Official Culture: Murals, Museums, and the Mexican State. Durham: Duke University Press 2012.
- Elliott, Ingrid. "Visual Arts: 1910–37, The Revolutionary Tradition." Encyclopedia of Mexico. Chicago: Fitzroy Dearborn 1997, pp. 1576–1584.
- Emmerich, Luis Carlos. 100 Pintores Mexicanos/100 Mexican Painters. Monterrey: Museo de Arte Contemporaneo de Monterrey 1993.
- Ferrer, Elizabeth. Through the Path of Echoes: Contemporary Art in Mexico. New York: Independent Curators 1990.
- Flores, Tatiana. Mexico's Revolutionary Avant-Gardes: From Estridentismo to ¡30-30!. New Haven: Yale University Press 2013.
- Folgarait, Leonard. Mural Painting and Social Revolution in Mexico, 1920–1940. Cambridge: Cambridge University Press 1998.
- Gallo, Ruben (2004). New Tendencies in Mexican Art: The 1990s. Gordonsville, VA: Palgrave Macmillan. ISBN 978-1-4039-6100-6.
- García Ponce, Juan. Nueve Pintores Mexicanos. Mexico City: Era 1968,
- Gilbert, Courtney. "Visual Arts: 1920–45, Art Outside the Revolutionary Tradition." Encyclopedia or Mexico. Chicago: Fitzroy Dearborn 1997, pp. 1584–1590.
- Good, Carl and John V. Waldron, eds. The Effects of the Nation: Mexican Art in an Age of Globalization. Philadelphia: Temple University Press 2001.
- Hurlburt, Laurance P. The Mexican Muralists in the United States. Albuquerque: University of New Mexico Press
- Indych-López, Anna. Muralism Without Walls: Rivera, Orozco, and Siqueiros in the United States, 1927–1940. Pittsburgh: University of Pittsburgh Press 2009.
- Ittman, John, ed. Mexico and Modern Printmaking, A Revolution in the Graphic Arts, 1920 to 1950. Philadelphia: Philadelphia Museum of Art 2006.
- Oles, James, ed. South of the Border, Mexico in the American Imagination, 1914–1947. New Haven: Yale University Art Gallery 1993.
- Picard, Charmaine. "Visual Arts: 1945-96." Encyclopedia of Mexico. Chicago: Fitzroy Dearborn 1997, pp. 1590–1594.
- Rodríguez, Antonio. A History of Mexican Mural Painting. London: Thames & Hudson 1969.
- Segre, Erica. Intersected Identities: Strategies of Visualization in Nineteenth-and Twentieth-Century Mexican Culture. New York and Oxford: Berhahn Books 2007.
- Sullivan, Edward. Aspects of Contemporary Mexican Painting. New York: The Americas Society 1990.

### Nhiếp ảnh
- Bartra, Eli. "Women and Portraiture in Mexico". In "Mexican Photography." Special Issue, History of Photography 20, no. 3 (1996)220-25.
- Cabrera Luna, Claudia, Mayra Mendoza Avilés, Friedhelm Schimdt-Welle, and Arnold Spitta, eds. Hugo Brehme y la Revolución Mexicana/Und die Mexikanische Revolution. Mexico City and Germany: DAAD, INAH, and SINAFO 2009.
- Casanova, Rosa and Adriana Konzevik. Mexico: A Photographic History. Mexico City: INAH/RM 2007.
- Casasola, Gustavo. Historia gráfica de la Revolución Mexicana. 4 volumes. Mexico City: Trillas 1960.
- Cuevas-Wolf, Cristina; Werckmeister, Otto Karl (1997). Indigenous cultures, leftist politics and photography in Mexico from 1921 to 1940 (Luận văn). Northwestern University. Docket 9814199. 9814199.{{Chú thích luận văn}}:  Quản lý CS1: nhiều tên: danh sách tác giả (liên kết)
- Debroise, Olivier. Mexican Suite: A History of Photography in Mexico. Translated by Stella de Sá Rego. Austin: University of Texas Press 2001.
- Ferrer, Elizabeth. A Shadow Born of Earth: Mexican Photography. New York: Universe Publishing 1993.
- Figarella, Mariana. Edward Weston y Tina Modotti en México. Su inserción dentro de las estrategias estéticas del arte posrevolucionario. Mexico City: UNAM 2002.
- Folgarait, Leonard. Seeing Mexico Photographed: The work of Horne, Casasola, Modotti, and Álvarez Bravo. New Haven: Yale University Press 2008.
- Lerner, Jesse. The Shock of Modernity: Crime Photography in Mexico City. Madrid: Turner 2007.
- Mraz, John. "Photography". Encyclopedia of Mexico. Chicago: Fitzroy Dearborn 1997, pp. 1085–1090.
- Mraz, John. Looking for Mexico: Modern Visual Culture and National Identity. Durham: Duke University Press 2009.
- Mraz, John. Photographing the Mexican Revolution: Commitments, Testimonies, Icons. Austin: University of Texas Press 2012.
- Oles, James, ed. Lola Alvarez Bravo and the Photography of an Era. Mexico City: RM 2012.
- Ortiz Monasterio, Pablo. Mexico: The Revolution and Beyond: Photographs by Agustín Victor Casasola, 1900–1940. New York: Aperture 2003.
- Tierra y Libertad! Photographs of Mexico 1900–1935 from the Casasola Archive. Oxford: Museum of Modern Art 1985.
- Yampolsky, Mariana. The Edge of Time: Photographs of Mexico. Austin: University of Texas Press 1998.
- Ziff, Trisha, ed. Between Worlds: Contemporary Mexican Photography. New York: Impressions 1990.

### Phim ảnh
- de los Reyes, Aurelio. "Motion Pictures: 1896-1930." Encyclopedia of Mexico. Chicago: Fitzroy Dearborn 1997, pp. 957–964.
- Fein, Seth. "Motion Pictures: 1930-60". Encyclopedia of Mexico. Chicago: Fitzroy Dearborn 1997, pp. 964–970.
- Mistron, Deborah. "The Role of Pancho Villa in the Mexican and American Cinema." Studies in Latin American Popular Culture 2:1-13 (1983).
- Mora, Carl J. The Mexican Cinema: Reflections of a Society, 1896–1988. Berkeley and Los Angeles: University of California Press 1989.
- Mora, Carl J. "Motion Pictures: 1960-96." Encyclopedia of Mexico. Chicago: Fitzroy Dearborn 1997, pp. 970–972.
- Noriega, Chon A. and Steven Ricci, eds. The Mexican Cinema Project. Los Angeles: UCLA Film and Television Archives 1994.
- Pick, Zuzana M. Constructing the Image of the Mexican Revolution: Cinema and the Archive. Austin: University of Texas Press 2010.
- Ramírez Berg. Charles. Cinema of Solitude: A Critical Study of Mexican Film, 1967–1983. Austin: University of Texas Press 1992.
- Strayer, Kirsten; Landy, Marcia (2009). Ruins and riots: Transnational currents in Mexican cinema (Luận văn). University of Pittsburgh. Docket 3400463. 3400463.{{Chú thích luận văn}}:  Quản lý CS1: nhiều tên: danh sách tác giả (liên kết)

### Nghệ thuật dân gian và làm bằng tay
- López, Rick. Crafting Mexico: Intellectuals, Artisans, and the State after the Revolution. Durham: Duke University Press 2010.
- McQuade, Margaret Connors. Talavera Poblana: Four Centuries of a Mexican Ceramic Tradition. New York 1999.